# 호기심대장 카토
《호기심대장 카토》는 2019년 11월~2020년 5월 문화방송에서 방영을 마친 UHD TV시리즈 애니메이션이다. 
호기심많은 주인공 카토와 그의 쌍둥이 누나 파야 그리고 개성넘치는 친구들과 매사에 엉뚱한
사고들이 벌어지는 명랑 엽기 코믹물이다.
캐릭터는 모두 강아지와 고양이들이며, 카토-싱가푸라, 파야-말티즈, 타타여사-푸들, 
림자-붐베이, 닐리-시츄등 반려동물에서 착안되었다.
제작방식은 2D+플래시 방식으로 제작되었으며, 2010년경 애니완성후 
2019년 업그레이드판 UHD 버전이 나왔다.

## 등장인물
- 카토 고양이가 그렇듯이 호기심이 너무 많아 호기심대장 카토다.  매사에 사고뭉치이며, 거침없고 기운차며, 당당한 장난꾸러기이다.

* 파야  새침떼기 파야는 말티즈 강아지캐릭터이다.  똑똑하며 발렌타인아저씨를 좋아한다.  카토의 쌍둥이 누나로 알고 있지만 사실 카토는 아기때 입양된 비밀이 있다.

* 타타여사(엄마)  불같은 성격의 엄마지만, 때로는 카토와 파야의 엉뚱한 사고들조차도 사랑스러워한다.

* 루루씨(아빠)  튤립하우스라는 꽃집을 운영하며, 로맨티스트이다.

* 닐리  남자애같은 여자애. 카토와의 경쟁에서 뒤지면 못참고 폭팔한다.

* 쫀  영국에 잠시 여행갔다왔을뿐인데, 늘 말투가 외국어 쓰는 말투이며, 반박자 느린 행동을 한다.

* 소소   너무 소심해서 대화에 끼어들려고 할 때 어려움을 느낀다.

* 미스타 발렌타인  튤립하우스 뒷쪽 할머니가 혼자살던 집으로 이사온 멋쟁이.   카토와 파야에게 재미있고 신기한 일들을 만들어준다.

* 낭낭선생님  랄라유치원 선생님. 키가 작고 어려보여서 초등학생으로 오해받는다.  사고뭉치 아이들때문에 늘 당하고 살지만, 그들을 너무너무 사랑한다.

* 림자  조이타운(고양이캐릭터들이 사는세상)에서 해피타운(강아지들이 사는세상)으로 비밀을 가지고  건너온 특별한? 아이다. 비밀을 전달해주려고 할 때마다 실패한다.

*그외 두둥, 아차원장님, 미스노우, 카토할아버지,할머니 등등